# ادموند بارتون
ادموند بارتون (به انگلیسی: Edmund Barton) (زاده ۱۸ ژانویه ۱۸۴۹ - درگذشته ۷ ژانویه ۱۹۲۰) سیاستمدار و قاضی اهل استرالیا و نخستین نخست‌وزیر این کشور از ۱ ژانویه ۱۹۰۱ تا ۲۴ سپتامبر ۱۹۰۳ بود. او هم‌چنین یکی از بنیانگذاران دادگاه عالی استرالیا بود.